# Курт Танк
Курт Танк (24. фебруара 1898 – 5. јуна 1983) био је немачки ваздухопловни инжињер и пробни пилот који је руководио одељењем за пројектовање у фирми Фоке-Вулф од 1931. до 1945. Он је заслужан за изградњу више важних авиона немачког ратног ваздухопловства током Другог светског рата, укљулујучи ловац Фоке-Вулф  Fw 190 и ловац-пресретач Ta 152. После рата, Танк је провео две деценије дизајнирајући авионе у иностранству, радећи најпре у Аргентини, а затим у Индији, пре него што се вратио у Немачку крајем 1960-их где је радио као консултант у фабрици авиона МББ .